# Karl von Plettenberg
Karl Freiherr von Plettenberg (18 de diciembre de 1852, Neuhaus - 10 de febrero de 1938, Bückeburg) fue un oficial prusiano, y más tarde General de Infantería durante la Primera Guerra Mundial. Fue Comandante-General del Cuerpo de Guardias, Adjunto General del Kaiser Guillermo II y recibió la Pour le Mérite.

## Biografía
Karl von Plettenberg nació el 28 de diciembre de 1852 en Neuhaus en el seno de una familia noble de Westfalia, la familia Plettenberg del Sauerland. Su padre era Eugen von Plettenberg, un oficial (Mayor y comandante de escuadrón de caballería). Su madre fue Minette von der Borch.

### Primera Guerra Mundial
Karl von Plettenberg estaba al mando del Cuerpo de Guardias al inicio de la Primera Guerra Mundial, asignado al 2.º Ejército como parte del ala derecha de las fuerzas que invadieron Francia y Bélgica como parte de la ofensiva del Plan Schlieffen en agosto de 1914. Lideró el Cuerpo de Guardias en la Primera Batalla del Marne y en la Primera Batalla de Ypres.
Fue condecorado con la Pour le Mérite el 14 de mayo de 1915, y el 27 de enero de 1916 se le concedió à la suite el 1.º Regimiento de Guardias de Infantería. Después de las críticas por la guerra de parte de Erich Ludendorff y Paul von Hindenburg durante las "batallas de material" en el Frente Occidental, Plettenberg fue obligado a retirarse el 24 de enero de 1917.

### Últimos días
Después de su retiro, retornó a Bückeburg donde murió el 10 de febrero de 1938. La Plettenbergstraße, una calle de la ciudad, es nombrada en su honor.

## Familia
Su hijo mayor, Karl-Wilhelm, era un teniente del 1.º Regimiento de Guardias de Infantería del Cuerpo de Guardias cuando estalló la guerra. Murió el 30 de agosto de 1914 durante la Batalla de San Quintín.
Su segundo hijo, Kurt von Plettenberg (1891-1945), era plenipotenciario de la Casa de Hohenzollern (la casa real de Prusia) y uno de los miembros del círculo de colaboradores del atentado del 20 de julio contra Hitler. Se suicidó el 10 de marzo de 1945 saltando por una ventana durante un interrogatorio de la Gestapo.

## Reconocimientos
- Orden de la Corona 1.ª Clase[3]
- Cruz de Caballero de la Real Orden de Hohenzollern[3]
- Cruz de Hierro de 1870, 2.ª clase[3]
- Cruz prusiana del Reconocimiento al Servicio[3]
- Cruz de Comandante de Honor de la Orden de Hohenzollern[3]
- Gran Cruz con Corona de Oro en la Orden de la Corona Wéndica[3]
- Comandante de la Orden del Grifón (Mecklemburgo)[3]
- Honorario Gran Cruz de la Orden de Pedro Federico Luis (Oldenburgo)[3]
- Cruz de Honor 1.ª Clase con Corona (Reuss)[3]
- Comandante de Primera Clase de la Orden de Alberto[3]
- Comandante de la Orden del Halcón Blanco[3]
- Comandante de Primera Clase de la Orden de la Casa Ducal Ernestina de Sajonia[3]
- Cruz de Honor de Primera Clase de la Orden de la Casa de Lippe[3]
- Cruz al Mérito Militar de 2.ª Clase de (Waldeck)[3]
- Cruz al Mérito de 1.ª Clase de (Waldeck)[3]
- Gran Cruz de la Orden de Dannebrog (Dinamarca)[3]
- Gran Cruz de la Real Orden Victoriana (Reino Unido)[3]
- Gran Oficial de la Orden de la Corona de Italia[3]
- Gran Cruz de la Orden de Orange-Nassau (Países Bajos)[3]
- Orden de la Corona de Hierro, 2.ª Clase (Austria)[3]
- Caballero de la Orden de Francisco José[3]
- Gran Oficial de la Orden del León y el Sol (Persia)[3]
- Comandante de la Orden de la Estrella de Rumania[3]
- Oficial de la Orden de la Corona de Rumania[3]
- Imperial y Real Orden del Águila Blanca (Rusia)[3]
- Orden de Santa Ana, 2.ª Clase con Diamantes (Rusia)[3]
- Oficial de la Orden del Águila Blanca (Serbia)[3]
- Gran Cruz de la Orden del Elefante Blanco (Tailandia)[3]
- Pour le Mérite (Prusia, 14 de mayo de 1915)
- Orden del Águila Negra (Prusia, 24 de enero de 1917)
- Gran Cruz de la Orden del Águila Roja, con Espadas y Corona (Prusia, 24 de enero de 1917)